# Max Andersson
Max Andersson (ur. 26 października 1973 w Solnie) – szwedzki polityk, działacz Partii Zielonych, poseł do Riksdagu, deputowany do Parlamentu Europejskiego VIII kadencji.

## Życiorys
Studiował mikrobiologię na Uniwersytecie w Göteborgu. Był przewodniczącym ligi młodzieżowej Folkrörelsen Nej till EU i współprzewodniczącym Gröna Studenter, studenckiej organizacji działającej przy Partii Zielonych. Wszedł w skład władz krajowych swojego ugrupowania, został również radnym regionu Västra Götaland.
W wyborach w 2006 uzyskał mandat poselski, który sprawował do 2010. W wyborach europejskich w 2014 z ramienia swojego ugrupowania został wybrany na eurodeputowanego VIII kadencji.